# Cardiocondyla koshewnikovi
Cardiocondyla koshewnikovi is een mierensoort uit de onderfamilie van de Myrmicinae. De wetenschappelijke naam van de soort is voor het eerst geldig gepubliceerd in 1902 door Ruzsky.